# Johann Stamitz
Johann Stamitz (n. 19 iunie 1717, Havlíčkův Brod, Țările Coroanei Boeme, Sfântul Imperiu Roman – d. 27 martie 1757, Mannheim, Palatinatul Elector) a fost un compozitor și violonist boem care a pus bazele școlii de la Mannheim. A creat o nouă tehnică instrumentală. Compozitorii școlii de la Mannheim au adus o contribuție semnificativă la stilul vienez, iar cel mai reprezentativ dintre aceștia a fost Karl Phillip Stamitz, fiul lui Johann. O etapă importantă în dezvoltarea muzicii instrumentale o reprezintă stabilirea structurii orchestrei moderne, care s-a cristalizat în această perioadă la Mannheim.